# Miklos Molnar
Miklos Jon Molnar (Copenhague, 10 de abril de 1970) é um ex-futebolista profissional dinamarquês, atacante, aposentado.

## Carreira
Molnar se profissionalizou no Hvidovre IF.

## Seleção
Miklos Jon Molnar representou a Seleção Dinamarquesa de Futebol nas Olimpíadas de 1992.
Ele integrou a Seleção Dinamarquesa de Futebol na Eurocopa de 2000.